# Distretto di Son Dong
Il distretto di Son Dong (vietnamita: Sơn Động) è un distretto (huyện) del Vietnam che nel 2019 contava 76.106 abitanti.
Occupa una superficie di 844 km² nella provincia di Bac Giang. Ha come capitale An Chau.